# Енторія
Енто́рія (лат. Entoria) — у римській міфології мати Януса, Гімна, Фауста, Фелікса, яких народила від Сатурна, бога землеробства та виноградства.
Легенда про Енторію — це римський варіант грецького міфу про афінянина Ікарія та його дочку Ерігону.